# Саприкін Олег Дмитрович
Олег Дмитрович Саприкін (рос. Олег Дмитриевич Сапрыкин; 12 лютого 1981, м. Москва, СРСР) — російський хокеїст, лівий/правий нападник. Виступає за «Салават Юлаєв» (Уфа) у Континентальній хокейній лізі. Заслужений майстер спорту Росії (2010). 
Вихованець хокейної школи ЦСКА (Москва). Виступав за ЦСКА (Москва), «Сієтл Тандербердс» (ЗХЛ), «Калгарі Флеймс», «Сент-Джон Флеймс» (АХЛ), «Фінікс Койотс», «Оттава Сенаторс», «Динамо» (Москва), СКА (Санкт-Петербург).
В чемпіонатах НХЛ — 325 матчів (55+82), у турнірах Кубка Стенлі — 41 матч (4+4).
У складі національної збірної Росії учасник чемпіонатів світу 2003 і 2009 (16 матчів, 5+6). 
Досягнення
- Чемпіон світу (2009)
- Володар Кубка Гагаріна (2011)
- Учасник матчу усіх зірок КХЛ (2009).